# Abdul-Aziz-Shah-Moschee

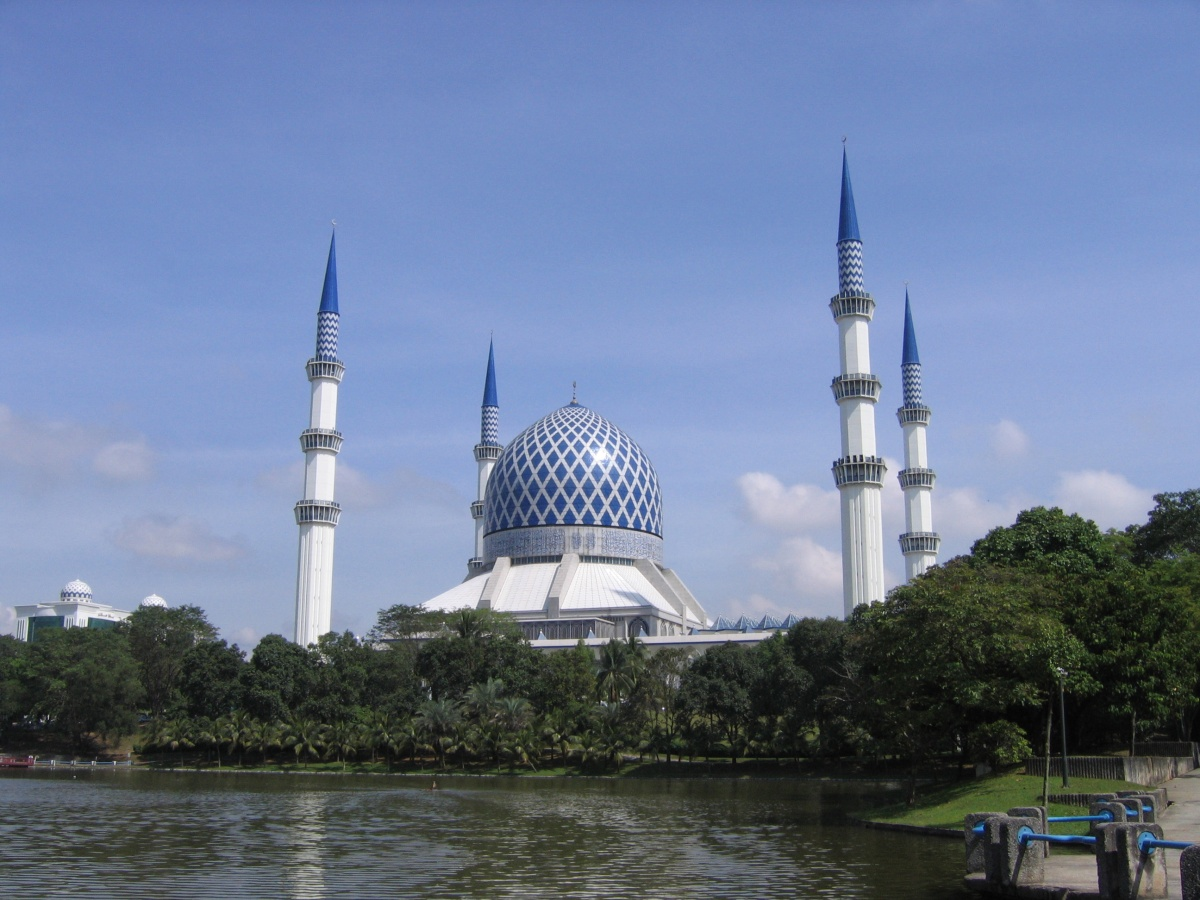
Sultan-Salahuddin-Abdul-Aziz-Moschee in Shah Alam

Die Abdul-Aziz-Shah-Moschee ist die größte Moschee in Malaysia.
Die Moschee liegt im Stadtzentrum Shah Alams, der Hauptstadt des Bundesstaates Selangor. In der großen, fast 107 Meter hohen Moschee haben etwa 24.000 Menschen Platz. Sie wird wegen ihres Aussehens umgangssprachlich „Blaue Moschee“ genannt.

## Geschichte
Die Abdul Aziz Shah Moschee wurde von Sultan Salahuddin Abdul Aziz am 14. Februar 1974 in Auftrag gegeben, nachdem er Shah Alam zur Hauptstadt Selangors erklärt hatte. Der Grundstein (er ist an einem Eingang zu sehen) wurde am 8. März 1982 gelegt und die Moschee wurde am 11. März 1988 fertiggestellt.

## Architektur und Abmessung
Ihre Architektur ist eine Kombination aus traditionell malaiischen und modernen Stilrichtungen. Ihren Beinamen „Blaue Moschee“ trägt sie aufgrund ihres Doms, der aus blau-weiß emaillierten Stahlblechen gefertigt wurde und von einer Rosette mit Versen aus dem Koran bedeckt ist. Die Email-Fassade wurde vom Emaillierwerk Hannover in Deutschland gefertigt.
Der Hauptdom der Moschee ist der größte Dom in Malaysia. Sein Durchmesser beträgt 51,8 m bei einer Gesamthöhe von 106,7 m. Die vier Minarette sind mit einer Höhe von 140 m die zweitgrößten der Welt. Für kurze Zeit wurde sie im Guinness-Buch der Rekorde als Moschee mit den weltweit höchsten Minaretten aufgeführt. Im Jahre 1986 verlor sie diesen Rekord an die Hassan-II.-Moschee in Casablanca.
Die Moschee kann an klaren Tagen auch von bestimmten Aussichtspunkten in Kuala Lumpur aus gesehen werden.
Auch Nicht-Muslime können die Moschee zu festgelegten Zeiten besichtigen.